# ガストリック (ソース)

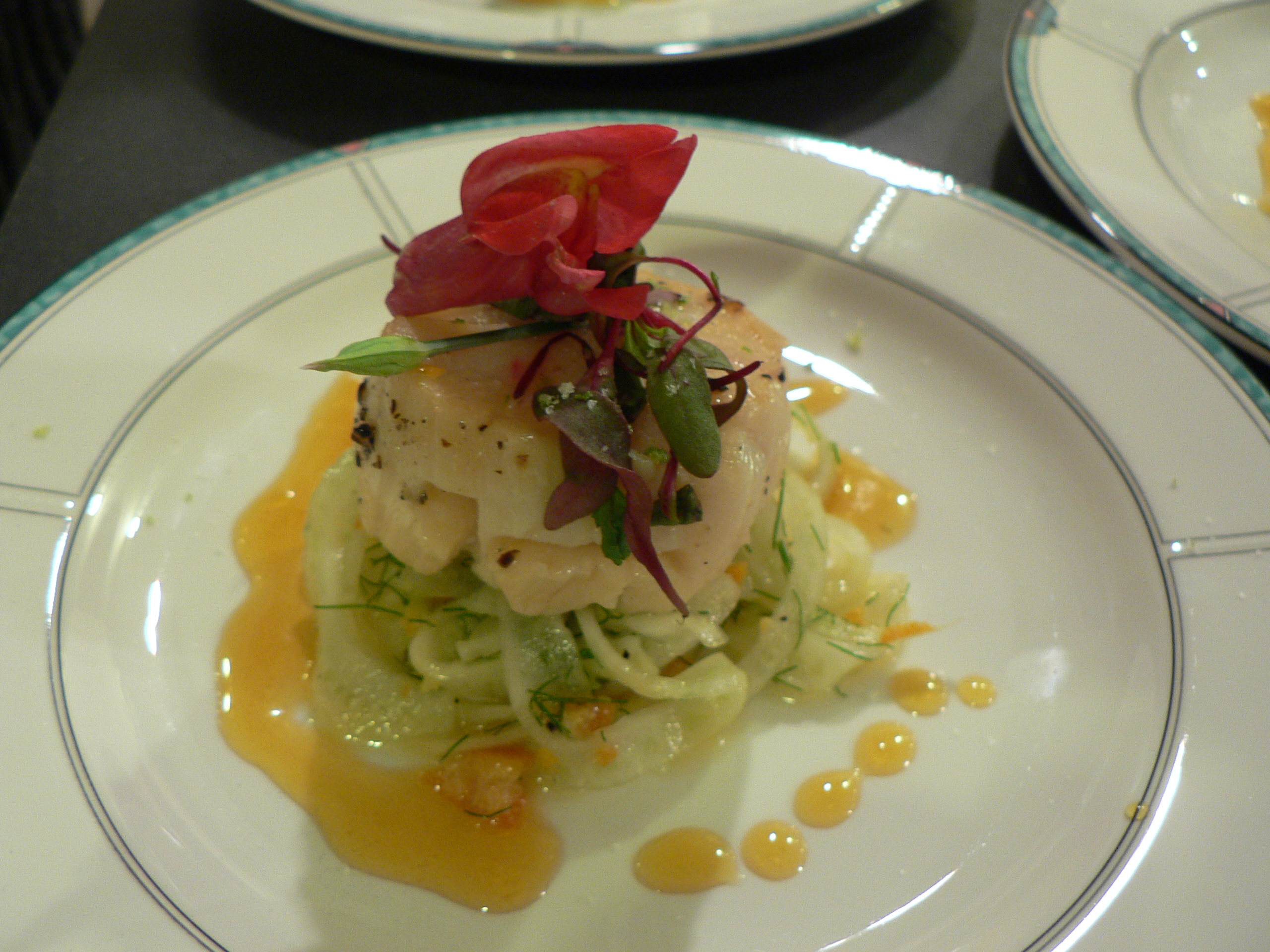
ホタテガイとタンジェリンのガストリック

ガストリック(Gastrique)は、キャラメル化した砂糖を酢やその他の酸味のある液体でデグラッセしたものである。ソースに甘味と酸味を付けるのに用いる。
通常、フォンやブイヨン、ブラウンソース等に加える。トマトソースやフルーツソース等に加えることもある。
この言葉の意味は拡大し、シトラスガストリックやマンゴーガストリック等、甘味と酸味を持つソースを意味するようになった。イタリア料理には、アグロドルチェという似たソースがある。
酢、白ワイン、エシャロット、タラゴン、ブーケガルニ、コショウから作る同名のベルギーのソースベースとは別物である。この組成のガストリックは、オーギュスト・エスコフィエが既に使っていたが、19世紀末にブリュッセルのLouis Védyが植物抽出物由来のものに変え、ベアルネーズソースに一定の酸味を与えるものとして確立した。

## 歴史
エスコフィエは1903年に酢に溶かしたキャラメルを用いた。特別な名前はなく、レシピには単に「1リットルの酢に溶かしたブロンド色のキャラメル」(sucre cuit au caramel blond, dissous avec 1 décilitre de vinaigre)と書かれた。同様に、1922年にプロスペール・モンタニェは「キャラメル入りの酢」(caramel au vinaigre)と書き、料理本Le Répertoire de la Cuisineには、「酢に溶かしたブロンド色のキャラメル」(caramel blond dissous au vinaigre)と書かれた。
ガストリックという名前は1980年代にヌーベルキュイジーヌにより作られ、「鴨のオレンジソース添え等の果物を使った温かい料理に添えるソースを作るのに使用される調理技術」と定義された。